# Тина Писник
Тина Писник (словен. Tina Pisnik) је бивша професионална словеначка тенисерка.
Отац јој је био фудбалер а мајка гимнастичарка. Још као мала почела је да се бави гимнастиком, а после се определила за тенис и учланила у ТК Железничар у Марибору. После освајања трећег места на првенству клуба 1995. почела је да се такмичи на аматерским турнирима у земљи, а касније и у иностранству.
Као професионалац дебитовала је 1999. Била је члан репрезентације Словеније од 2001. до 2005. у такмичењу за Фед куп и на Олимпијским играма 2000. и 2004. После повреде у саобраћајној несрећи 2004, покушала је да се врати, али је ипак морала да заврши каријеру 2005..
Најбољи пласман на ВТА листи било је 29. место 12. јануара 2004. у појединачној конкуренцији, а у игри парова 63. место 3. априла 2000. У току каријере освојила је 1 ВТА турнир у појединачној конкуренцији и 3 у игри парова. На завршетку каријере у појединачној конкуренцији имала је 185 победа и 172 пораза, а у паровима 60 победа и 65 пораза. Данас живи у Марибору.

## Освојени турнири

### Победе у финалу појединачно (1)
| Бр. | Датум        | Турнир        | Подлога | Противница у финалу     | Резултат |
| 1.  | 7. мај 2000. | Бол, Хрватска | шљака   | Амели Моресмо Француска | 7-6, 7-6 |

### Порази у финалу појединачно (0)
Ниједан

### Победеу игри парова (3)
| Бр. | Датум              | Турнир                 | Подлога | Партнерка                        | Противници у финалу                                              | Резултат      |
| 1.  | 14. новембар 1999. | Куала Лумпур, Малезија | тврда   | Јелена Костанић Хрватска         | Рика Хираки Јапан · Јука Јошида Јапан                            | 3-6, 6-2, 6-4 |
| 2.  | 2. фебруар 2005.   | Ортејисеји, Италија    | дворана | Барбора Захлавова Стрицова Чешка | Мервана Југић-Салкић Босна и Херцеговина · Дарија Јурак Хрватска | 6-2, 3-6, 7-6 |
| 3.  | 20. фебруар 2005.  | Богота, Колумбија      | шљака   | Емануела Гаљарди Швајцарска      | Љубомира Курхајцова Словачка · Барбора Захлавова Стрицова Чешка  | 6-4, 6-3      |

### Порази у финалу у игри парова (1)
|   | Датум    | име и место турнира | Кат. | ($)     | Терен       | Противници                                                  | Партнерка           | Резултат |
| 1 | 30/04/01 | Бол опен, Болл      | III  | 170.000 | Земља (от.) | Марија Хосе Мартинез Санчез · Анабел Медина Гаригес Шпанија | Нађа Петрова Русија | 7-5, 6-4 |